# Nyamuragira
Der Nyamuragira (auch Girungo-Namlagira, Namlagira, Nyamlagira oder Nyamulagira) ist ein aktiver Vulkan innerhalb der Virunga-Vulkankette im Osten der Demokratischen Republik Kongo. Der Vulkan liegt etwa 25 Kilometer nördlich des Kiwusees und der Stadt Goma in der Nähe zur Grenze nach Ruanda.
Der Nyamuragira gilt als einer der aktivsten Vulkane Afrikas mit mehr als 30 verzeichneten Ausbrüchen seit 1880. Dabei entstanden an den Flanken des Vulkans immer wieder neue Krater, die aber alle nur über einen gewissen Zeitraum Bestand hatten.  Der letzte Ausbruch erfolgte am 6. November 2011.
Der Nyamuragira liegt nur 13 Kilometer entfernt vom Vulkan Nyiragongo, der 2002 bei einem Ausbruch große Schäden in der Stadt Goma anrichtete.

## Einzelnachweise

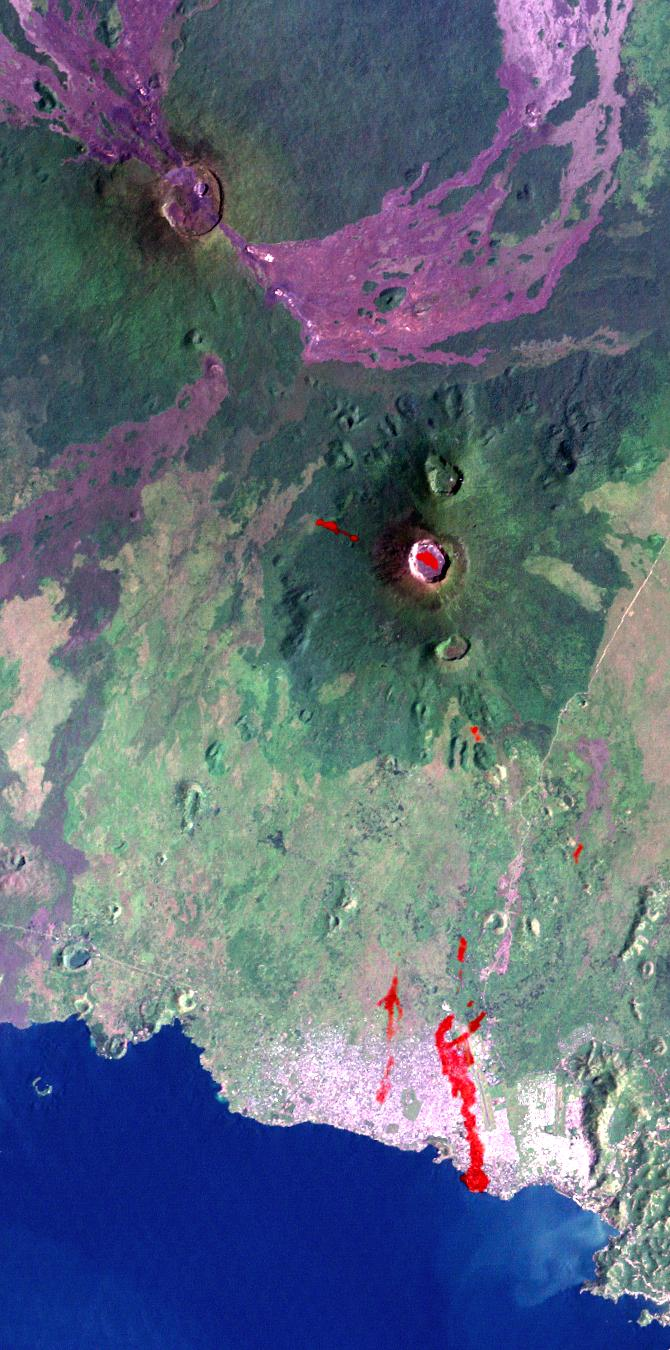
Lavaausbruch am Nyamuragira (oben links), der Nyiragongo und der Kiwusee